# ري بالتنقيط

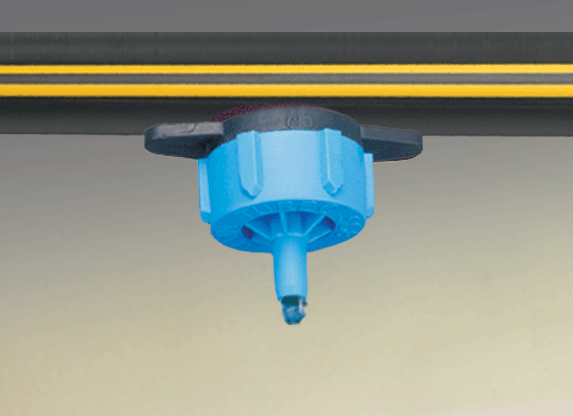
أنبوب التنقيط ملتصق بقناة لمياه الري

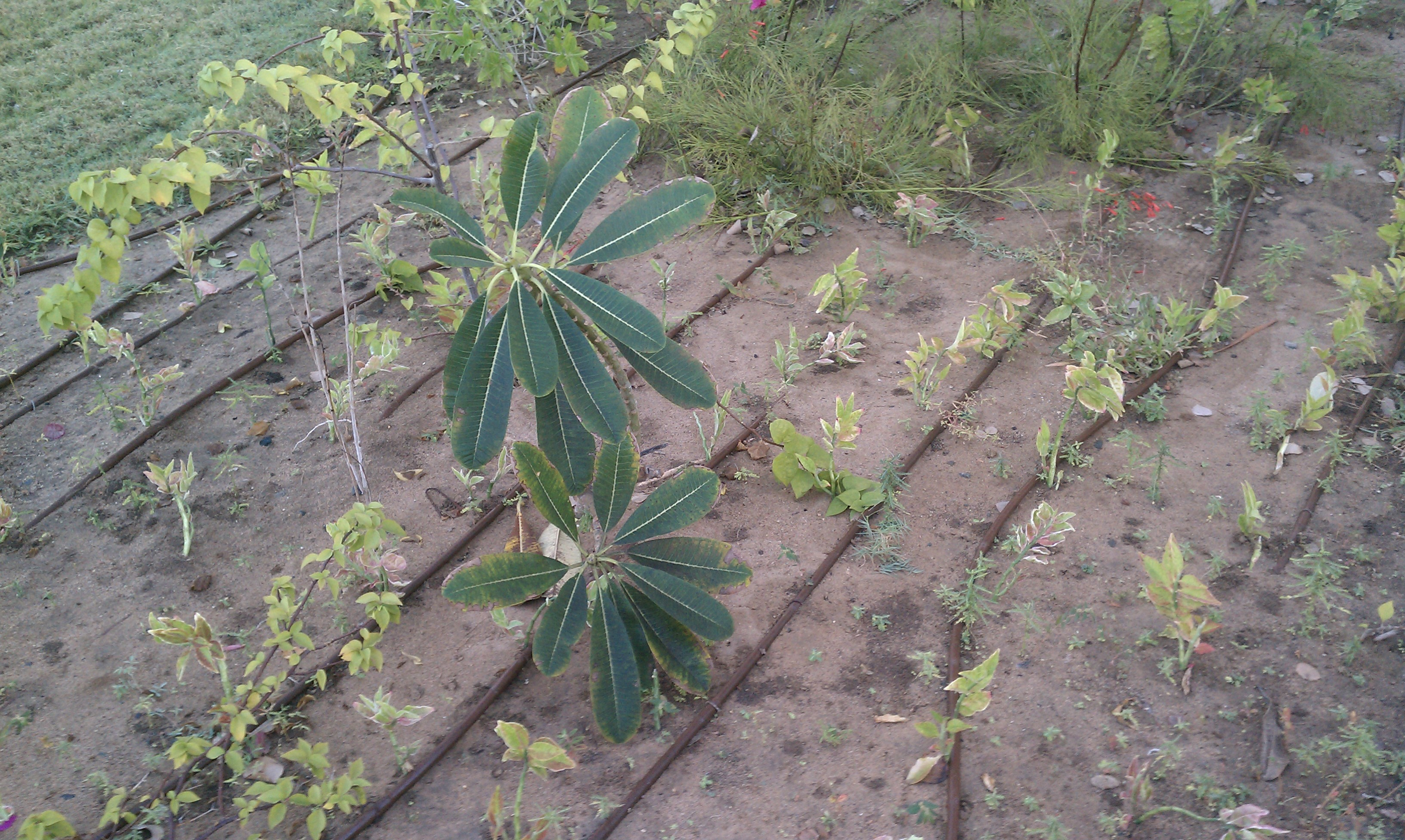
ري بالتنقيط في مزرعة نموذجية بجامعة الملك عبد الله للعلوم والتقنية.

الري بالتنقيط أو سقي بالتقطير هي إحدى وسائل ري وسقي الأشجار والنباتات من خلال تأمين أقل كمية كافية من الماء للنبات بدون هدر وتشبع المنطقة المحيطة يذهب هدرا. كذلك يمكن استخدام هذه الطريقة من الري في ري الأشجار وبالتالي سيكون حينها الري موضعي (Positional) أي نروي (نرطب) جزأ محدداً من المساحة المخصصة لكل شجرة ولعمق محدد بحيث نقلل من عمليات الهدر وبالتالي الحفاظ على المياه لري مساحات أكبر وبشكل مقنَّن.

## الوصف
يوجد الكثير من أنظمة الري بالتنقيط، وتكون المكونات هي نفسها في كل هذه الأنظمة. معظم الأنظمة تحتوي على المرشحات والأنابيب و الصمامات وشبكات الأنابيب. الفرق الأساسي في أدوات الإصدار في استخدامها لتوصيل المياه للنباتات. يستخدم الري بالتنقيط بواعث بالتنقيط التي تقوم بتوصيل المياه لمستويات منخفضة. المعدل يكون بين 0.2 إلى 0.4 جالون في الساعة. في بعض الأنظمة، تركب البواعث يدوياً على حافة شبكة الأنابيب وتكون حيث الحاجة. إن الرشاشات الصغيرة، التي قد تحتوي على أنظمة ضخ ثابتة والمغازل الدوارة تقوم بتوصيل المياه بمعدل  أعلى، مثال من 10 ال 25 جالون في الساعة ويقوم بتغطية مساحة أكبر من الرشاشات بالتنقيط. و يستخدم هولاء في الأغلب في بساتين الأشجار حيث تكون النباتات أكبر. إن الهدف هو توزيع المياه ببطء بكثافة قليلة وتستهدف أماكن جذور النباتات بجريان أقل للمياه أو الرش الزائد للاماكن الطبيعية و الرش التقليدي للحدائق و الرشاشات الدوّارة. الكثافة القليلة تجعل المياه تقتحم وتمتص بسهولة في الأراضي ذات الترشيح البطيء، مثل الطين و تقليل جريان المياه.

## مميزات نظام الري بالتنقيط
- تناسب الأراضي الرملية الصحراوية ولا تحتاج إلى تسوية.
- توفير مياه الري بسبب نقص الفاقد مما يزيد من كفاءة الري وهي أعلى الأنظمة من حيث الكفاءة.
- تؤدى إلي رفع كفاءة الاستفادة من الأسمدة الكيماوية المضافة من خلال مياه الري نتيجة لقلة ماء الصرف.
- ينتج عن تنظيم الري ورفع كفاءة الأسمدة المضافة زيادة إنتاجية وحدة المساحة من الأرض مع المحافظة على البيئة بمنع غسيل الأسمدة وتوصيلها إلى المياه الجوفية.
- تزداد الإنتاجية أيضا بسبب عدم استقطاع مساحة من الأرض في عمل مساق للري.
- توفير العمالة بسبب نقص الحشائش ولكون الري والتسميد يتمّان من خلال مياه الري بالشبكة.
- تمكن من استخدام مياه ري ذات ملوحة مرتفعة نسبيا.
- مياه الصرف فيها محدودة للغاية وقد لا توجد حاجة للصرف.
- تناسب جميع الأشجار ومحاصيل الخضر والمحاصيل الحقلية التي تزرع متباعدة.
- طريقة حديثة تسمح بالاقتصاد في المياه وتجب غل التربة .

## مساؤى الري بالتنقيط
- كلفة تركيب نظام الري أكثر من الأنظمة الأخرى، والشمس يمكن أن تؤثر بالأنابيب المستخدمة للري.
- إذا كانت الماء غير منقية أو المعدات لا تخضع لصيانة دورية قد تنسد الأنابيب